# NSU 13/35 PS
Der NSU 13/35 PS war ein PKW der oberen Mittelklasse, den die Neckarsulmer Fahrzeugwerke Aktiengesellschaft in den Jahren 1912 bis 1914 bauten. Er war der Nachfolger des Modells 13/40 PS.
Der wassergekühlte Motor war ein Vierzylinder-Blockmotor mit einem Hubraum von 3397 cm³ (Bohrung × Hub = 97 × 115 mm), der 35 PS (26 kW) bei 1700/min (ab 1913: 40 PS (29 kW) bei 1700/min.) leistete. Wie beim Vorgänger, hatte der  Motor eine dreifach gelagerte Kurbelwelle, Doppelzündung (Magnet und Batterie), Druckumlaufschmierung und gegengesteuerte Ventile. Der Kraftstofftank lag hinten. Der Kraftstoff wurde durch die Auspuffgase gefördert, wobei ein Teil der Auspuffgase in den dicht verschlossenen Tank geleitet wurde, dort einen leichten Überdruck erzeugte und so dafür sorgte, dass der Kraftstoff nach vorne zum Vergaser strömte. Die Motorkraft wurde über eine Lamellenkupplung im Ölbad, ein Vierganggetriebe mit rechts angebrachter Kulissenschaltung und eine Kardanwelle auf die Hinterräder übertragen. Der Radstand der Wagen betrug unverändert 3200 mm, ihre Spurweite 1375 mm und das Gewicht 1350 kg. Die Höchstgeschwindigkeit lag bei etwa 85 km/h.
1913 wurde der Schalthebel in die Wagenmitte verlegt. 1914 lief die Serie kriegsbedingt aus. Ab 1921 ersetzte der 14/40 PS dieses Modell.